# Цунтинський район
Цунтинський район — муніципальний район в Республіці Дагестан (Російська Федерація).
Адміністративний центр — село Кідеро.

## Географія
Площа території — 1327 км².
Цунтинський район розташований в західній частині Дагестана й територіально в цілому відповідає історичній області розселення дідойців (цезів) — Дідоетії.
Це високогірна область в басейні річки Метлуда (права притока Андійського Койсу) та її приток Шаїтлі, Кідеро, Сабакунісхеві, Кітлярта та ін., що також називається Дідойською улоговиною.
З півночі Цунтинський район межує з Цумадинським районом Дагестану, також як і він розташованим в басейні Андійського Койсу. Із заходу і південного заходу межує з Грузією — непрохідними горами відокремлений від Тушетії, а від долини Алазані відділена Головним Кавказьким хребтом з Кодорським перевалом (2365 м). Зі сходу район відділений Богоським хребтом від басейну Аварського Койсу, а конкретніше від Бежтинської ділянки, яка формально входить до складу району і Тляратинського району Дагестану.

## Історія
Район був утворений постановою Президії ВЦВК СРСР від 25 грудня 1930 року з семи сільських рад Цумадинського району з центром в с. Кідеро. В 1935 році райцентр був перенесений в с. Шаура.
20 травня 1944 року, у зв'язку з переселенням всього населення в Веденський район ЧІАССР після депортації чеченців та інгушів, постановою бюро Дагобкома ВКП (б) Цунтинському район як адміністративна одиниця був ліквідований, а його територія була передана в адміністративну ведення Цумадмнського району.
15 листопада 1955 року Указом Президії Верховної Ради РРФСР знову був утворений Цунтинському район з центром с. Бежта. В 1992 році райцентр був перенесений в с. Кідеро.

## Населення
Населення — 18 771 чоловік.
Національний склад
Мови — цезька і гінухська. В Бежтинській ділянці — також бежтинська і гунзибська.
Національний склад населення Цунтинського району, включаючи Бежтинську ділянку, за даними Всеросійського перепису населення 2010 року:
| Народ            | Чисельність, чол. | Частка від усього населення,% |
| ---------------- | ----------------- | ----------------------------- |
| Аварці           | 18177             | 99,43%                        |
| * дідойці (цези) | 10389             | 56,83%                        |
| * Бежтинці       | 5924              | 32,40%                        |
| * Гунзибці       | 901               | 4,93%                         |
| Власне аварці    | 527               | 2,88%                         |
| * Гінухці        | 433               | 2,37%                         |
| * Андійци        | 3                 | 0,02%                         |
| Даргинці         | 10                | 0,05%                         |
| Кумики           | 8                 | 0,04%                         |
| Росіяни          | 5                 | 0,03%                         |
| Інші             | 14                | 0,07%                         |
| Не вказали       | 68                | 0,37%                         |
| Усього           | 18282             | 100,00%                       |

## Культура
В аулі Шаїтлі щорічно в лютому відзначається народне свято  «Ігбі» .

## Транспорт
Протяжність автодоріг у районі становить 159,4 км. Усі наявні дороги — ґрунтового покриття. Більше половини доріг в зимових умовах практично закриваються.